# 祖別命
祖別命（日语：／ Oyawake no mikoto/Otiwake no mikoto，？—？）是記紀記載的日本古代皇子，父親是垂仁天皇。

## 名稱
祖別命是《日本書紀》和《先代舊事本紀》「天皇本紀」的稱呼，《古事記》稱其為 落別王 ，《新撰姓氏錄》和《先代舊事本紀》「國造本紀」分別稱其放知別命和意知別命。

## 系譜
（名稱以《日本書紀》的稱呼為先，括號內的是《古事記》等的稱呼）
祖別命是第11代垂仁天皇與山背大國不遲（山代大國之淵）之娘苅幡戶邊（苅羽田刀弁）之子。同母弟是五十日足彥命（五十日帶日子王）、膽武別命（伊登志別王）。
按《先代舊事本紀》「天皇本紀」記載，誕下祖別命的垂仁天皇之丹波道主王之女真砥野媛，同母兄為磐撞別命（磐衝別命，記紀則為異母兄弟）。另外在「國造本紀」則記載了其三世孫是武伊賀都別命。
祖別命的妻子和子女則未有文獻記載。

## 墓
文獻未有記載祖別命的墓地位置，宮內廳也沒有其指定墓地。
傳承上，祖別命的墓地是位於愛知縣豐田市久保町兒之口社內的前方後圓墳，該處豎有刻上「衣之君落別王命陵」的石碑。

## 後裔

### 氏族
在《古事記》中，祖別命子孫是「小月之山君和三川之衣君」，而《新撰姓氏錄》則是「小槻臣」。
- 小月山君（小槻山君）
以近江國栗太郡（現滋賀縣草津市和栗東市一帶）為據點的豪族。當地建有以祖別命為氏神的小槻神社（日语：小槻神社）和小槻大社（日语：小槻大社）等。《新撰姓氏錄》記載的「小槻臣」也可能是這支後裔[7]。按史書記載，貞觀15年（873年），小月山君將根據地遷移至平城京，並且改稱阿保（日语：阿保氏）朝臣（日语：朝臣），後來又改姓小槻（日语：小槻氏）宿禰，以官務家（日语：官務）的形式發展。

- 三川衣君
以三河國賀茂郡舉母鄉（現愛知縣豐田市）為據點的豪族[7]。當地的兒之口社有相關傳承。《古事記》有記載垂仁天皇的另一子大中津日子命子孫為「許呂母之別（ころものわけ）」。

### 國造
- 伊賀國造（日语：伊賀国造）
管治伊賀國伊賀郡（現三重縣伊賀市一帶）的國造[8]。按「國造本紀」記載，第13代成務天皇任命意知別命三世孫武伊賀都別命為初代國造[5]。然而，關於國造一族的氏姓的說法眾說紛紜，伊賀臣（第8代孝元天皇皇子大彥命的後裔）或阿保君（第11代垂仁天皇皇子息速別命的後裔）[8]。